# Plestiodon multilineatus
Plestiodon multilineatus (чіуауанський сцинк) — вид сцинкоподібних ящірок родини сцинкових (Scincidae). Ендемік Мексики.

## Поширення і екологія
Чіуауанські сцинки мешкають в горах Західної Сьєрра-Мадре в штаті Чіуауа. Вони живуть на високогірних луках, серед скель та на берегах річок в гірських соснових лісах, на висоті від 2246 та 2615 м над рівнем моря.